# Vihiers
Vihiers é uma ex-comuna francesa na região administrativa da Pays de la Loire, no departamento de Maine-et-Loire. Estendeu-se por uma área de 59,7 km². Em 2010 a comuna tinha 8 008 habitantes (densidade: 134,1 hab./km²).
Em 1 de janeiro de 2016 foi fundida com as comunas de Les Cerqueux-sous-Passavant, La Fosse-de-Tigné, Nueil-sur-Layon, Tancoigné, Tigné e Trémont para a criação da nova comuna de Lys-Haut-Layon.